# Leybocht
De Leybocht aan de Waddenzee is na de Dollard de grootste baai in Oost-Friesland. De Jadeboezem hoort historisch gezien tot Oldenburg.

## Ligging
De Leybocht ligt in het westen van Oost-Friesland tussen Greetsiel en Norddeich, ongeveer 18 km ten noorden van Emden en 25 km ten westen van Aurich. De Leybocht heeft een oppervlakte van ongeveer 19 km² en vormt de grens tussen het Norderland in het noordoosten en Krummhörn in het zuiden. In het zuidwest wordt de Leybocht begrensd door het sluizencomplex Leysiel, op het kunstmatige schiereiland Leyhörn.
De Leybocht ligt in het Nationaal Park Nedersaksische Waddenzee en behoort tot Zone I, een rustgebied dat zeer beperkt toegankelijk is. De belangrijkste toeristische plaats aan de Leybocht is de plaats Greetsiel.

## Geschiedenis
De Leybocht ontstond bij de stormvloed van 838. Bij deze stormvloed kwamen rond de 2500 mensen om het leven. Na de stormvloeden van 1374 en 1376 bereikte de Leybocht zijn grootste omvang met een oppervlakte van 129 km² en strekte zich uit van Greetsiel tot Marienhafe en van de rand van de stad Norden tot Canhusen in het zuiden. In de eeuwen erna werden successievelijk delen van de Leybocht ingedijkt. De laatste landaanwinning stamt uit de periode 1947–1950 toen de Störtebekerdijk werd aangelegd rond de Leybochtpolder. Om redenen van natuurbehoud werden plannen om de hele Leybocht in te polderen niet uitgevoerd.

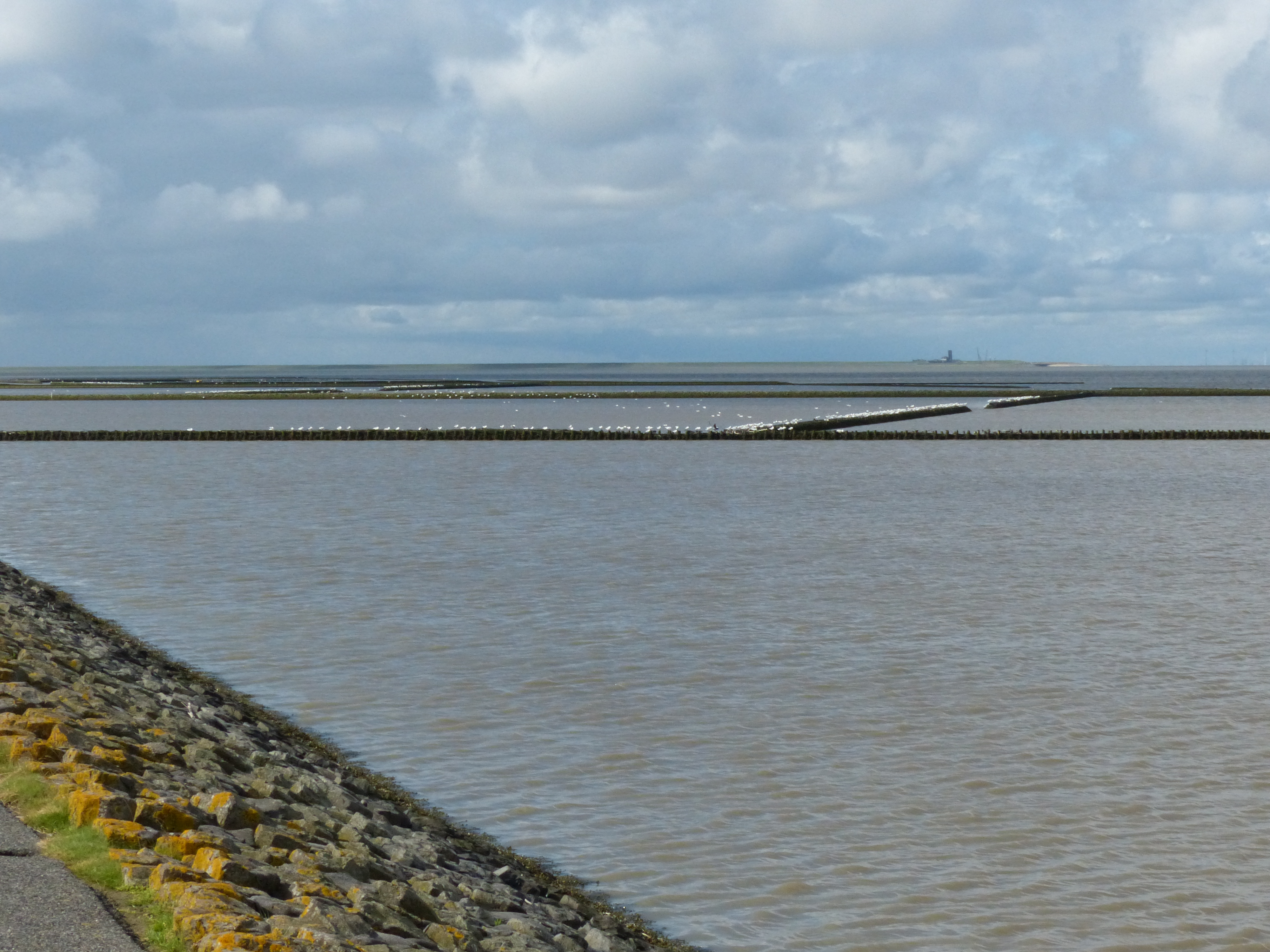
Uitzicht van de oostzijde van de Leybocht richting het schiereiland Leyhörn
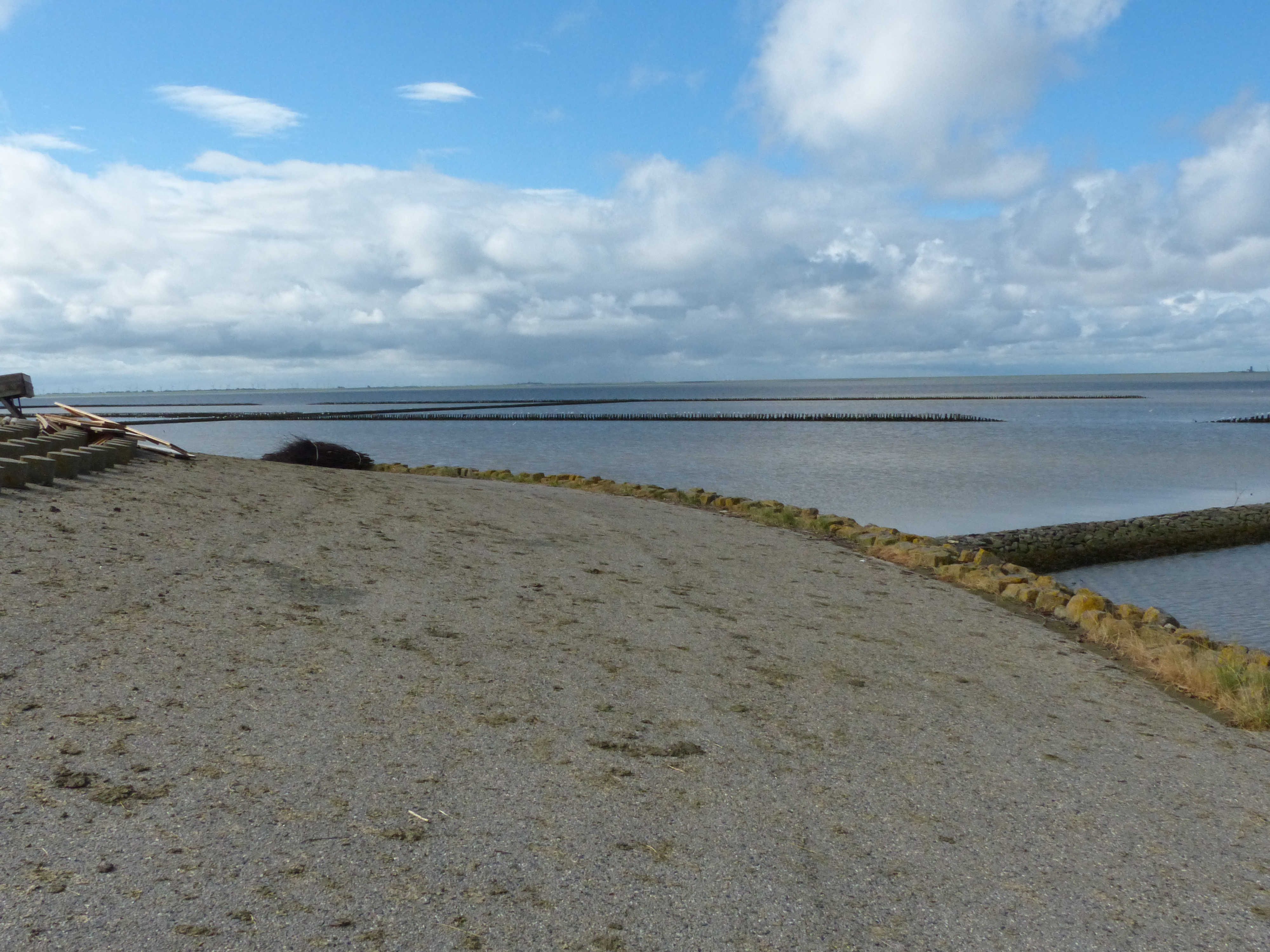
Uitzicht vanaf de noordzijde
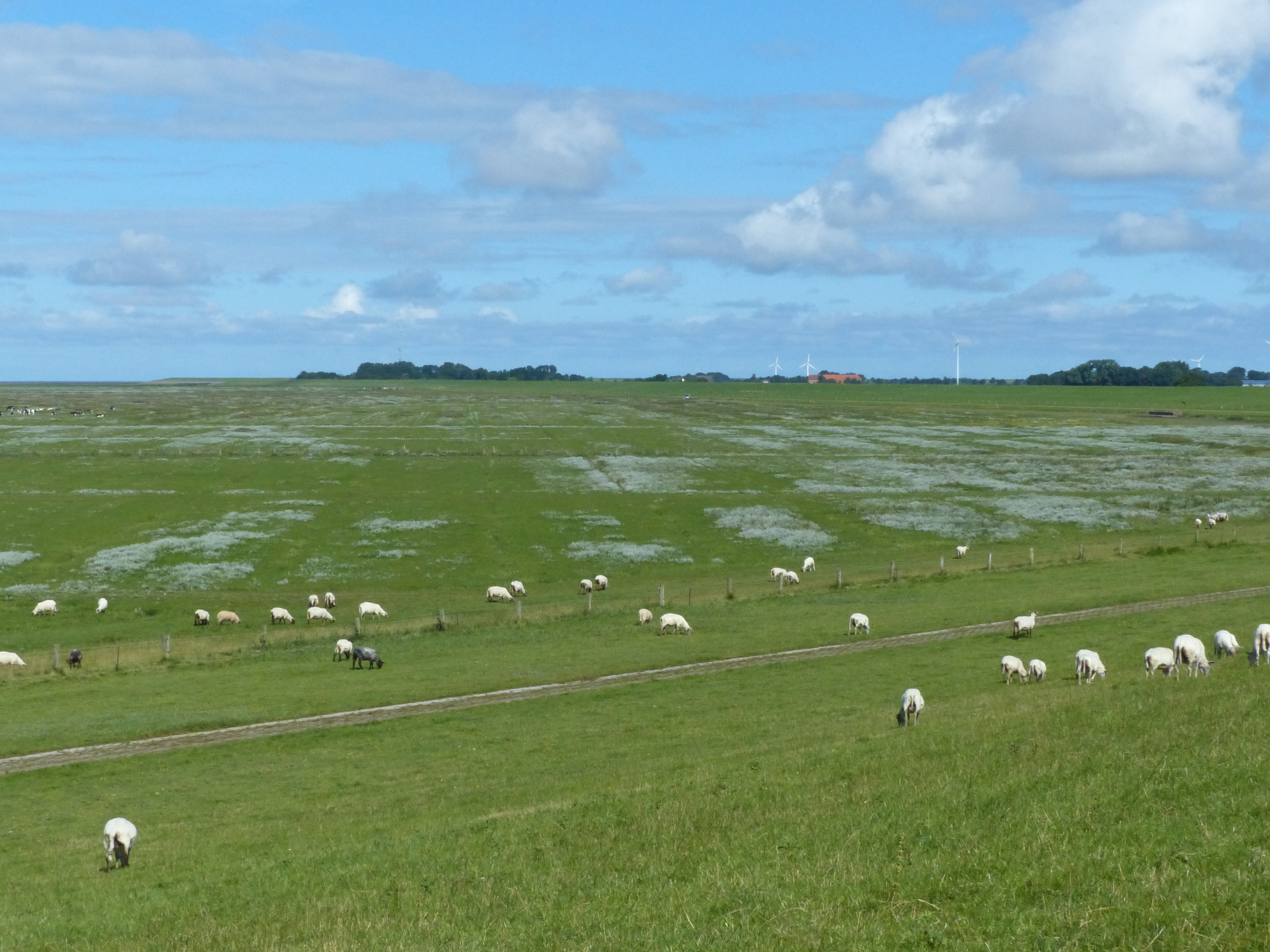
De kwelder van de "Buscher Heller" aan de oostzijde

- Gemeinsame Normdatei: 4274010-1
- Virtual International Authority File: 236921447